# Atomtronique
L'atomtronique est une technologie quantique émergente. Elle concerne les circuits à ondes de matière guidant la propagation cohérente d'atomes ultra-froids,. Les systèmes comprennent généralement des composants analogues à ceux que l'on trouve dans les systèmes électroniques ou optiques, tels que les séparateurs de faisceau et les transistors. Les applications vont des études de physique fondamentale au développement de dispositifs pratiques.

## Étymologie
L'atomtronique est un mot-valise constitué à partir d'« atome » et d'« électronique », en référence à la création d'analogues atomiques de composants électroniques, tels que les transistors et les diodes, ainsi que de matériaux électroniques tels que les semi- conducteurs. Le domaine a beaucoup de points communs avec l'optique atomique et la simulation quantique, et n'est pas strictement limité au développement de composants de type électronique,.

## Méthodologie
Trois éléments majeurs sont nécessaires pour un circuit atomtronique. Le premier est un condensat de Bose-Einstein, nécessaire pour ses propriétés cohérentes et superfluides, mais un gaz de Fermi ultrafroid peut également être utilisé pour certaines applications. Le second est un potentiel de piégeage personnalisé, qui peut être généré optiquement, magnétiquement ou en utilisant une combinaison des deux. L'élément final est une méthode pour induire le mouvement des atomes dans le potentiel, qui peut être réalisée de plusieurs manières. Par exemple, un circuit atomtronique de type transistor peut être réalisé par un piège en forme d'anneau divisé en deux par deux barrières faibles mobiles, les deux parties distinctes de l'anneau jouant le rôle de drain et de source et les barrières jouant le rôle de grille. Au fur et à mesure que les barrières se déplacent, les atomes s'écoulent de la source vers le drain. Il est désormais possible de guider de manière cohérente les ondes de matière sur des distances allant jusqu'à 40 cm dans les guides d'ondes de matière atomiques en forme d'anneau.

## Applications
Le domaine de l'atomtronique est encore récent. Tous les modèles réalisés jusqu'à présent se limitent à des preuves de principe. Les applications incluent :
- la gravimétrie
- la détection de rotation par effet Sagnac
- l'informatique quantique

Les obstacles au développement des dispositifs de détection pratiques sont en grande partie dus aux défis techniques, notamment ceux liés à la création de condensats de Bose-Einstein. Ils nécessitent des configurations de laboratoire complexes, difficilement transportables. Cependant, la création de dispositifs expérimentaux portables est déjà un domaine de recherche actif.